# David Hussey
David Hussey (ur. 15 lipca 1977 w Perth) - australijski krykiecista, praworęczny odbijający, praworęczny rzucający w stylu off spin.  Brat innego krykiecisty Michaela.  Gra w reprezentacji Australii Zachodniej i w lidze angielskiej.  W drużynie Australii debiutował 1 lutego 2008 w meczu Twenty20 przeciwko drużynie Indii.